# Leblos
Leblos ist das vierzehnte Album der deutschen Dark-Metal-Gruppe Eisregen aus Thüringen und erschien 2020.

## Titelliste
1. Ruhet sanft
2. Pechschwarz
3. Erstschlag
4. 1000 Jahre Nacht
5. Leblos
6. Schlachtraum
7. Atme Asche
8. Mein Leichenwerk
9. Wangenrot
10. Mutter schneidet
11. Drauß' vom Häuten komm' ich her

## Bonus-CD
Der CD-Version des Albums war eine zweite CD eines Nebenprojekts namens Die räudigen Rennsteigrebellen beigefügt, an dem Michael Roth, Ronny Fimmel und Markus Stock beteiligt waren. Neben den drei stärker im Stil von Volksmusik gehaltenen Liedern Deutsches Bierlied, Grünes Herz und Wenn es draußen dunkel wird findet sich mit Zeit zu saufen noch eine textlich veränderte Version des Eisregen-Lieds Zeit zu spielen vom dritten Album Leichenlager: Wurde im Original beschrieben, wie eine Frau verstümmelt wird, wird hier nun ein Besäufnis beschrieben.

## Gestaltung
Das Cover-Artwork zeigt eine langhaarige Gestalt, die ein langes weißes Nachtgewand trägt und leblos von einem Strick herabbaumelt, im Hintergrund deutet sich eine felsige Landschaft an. Auf der Rückseite ist eine hügelige Landschaft zu sehen, in der ein Kleinbus steht und ein Zelt aufgeschlagen wurde.

## Rezeption

### Eigentliches Album
Franz Mauerer sieht auf laut.de eine stärkere Entwicklung der Musik Eisregens hin zum Mainstream: „Das neue Album 'Leblos' meidet musikalische Extreme und rückt dank Power-Metal- und Gothic-Einflüssen ebenso wie der wiederentdeckten Vorliebe zur schmalzigen Violine zumindest musikalisch eine gehörige Ecke näher an den deutschen Metal-Mainstream. Nicht nur der Wille zur besseren kommerziellen Verwertbarkeit, sondern noch prägnanter der zur Abwechslung und zum seriöseren Songwriting kristallisieren sich rasch heraus. So sind die Texte vom ärgsten Pennäler-Humor befreit und zumindest nicht mehr durchgehend widerwärtig, wenngleich weiterhin auf Snuff-Film-Niveau ohne jede intellektuelle Fallhöhe samt Hautgerben und Kannibalismus.“ So werden Ähnlichkeiten bei einzelnen Liedern zu Gruppen wie Rammstein, In Extremo, Unheilig oder HIM gesehen. Mauerer bewertet dabei die musikalische Entwicklung als positiv: „Eisregen haben sich richtigerweise für eine Öffnung ihrer Musik entschieden und dabei vieles richtig gemacht. Insbesondere gelingt es ihnen nach 25 Jahren Bandgeschichte noch zu überraschen.“
Moritz Grütz gab dem Album auf metal1.info 8,5 von 10 Punkten. Er hob hervor, dass Eisregen auf diesem Album inhaltlich nicht nur durch makabere Themen punkten können: „M. Roth macht seinem Ruf als Deutschlands größtem Splatter- und Snuff-Texter einmal mehr alle Ehre. Dass er weit mehr als bloß unverhohlen makaber kann, zeigt '1000 Jahre Nacht': Der subtile Abgesang auf unstillbare Gier, verbildlicht durch einen von moralischen Zweifeln in den Freitod getriebenen Vampir, gehört fraglos zu den stärksten Texten aus 25 Jahren EISREGEN.“ Weniger überzeugen konnte ihn stellenweise der Gesang von Roth: „Als Sänger bleibt die 'Blutkehle' zumindest in einem Punkt streitbar: Während der fies gegurgelte Gesang einmal mehr so unverkennbar wie stimmungsvoll geraten ist, ist der Klargesang in 'Wangenrot' von eher zweifelhafter Qualität.“ Hervorgehoben wurde die gute Soundqualität und die Vielseitigkeit der Lieder: „Seine Stärken hat „Leblos“ dennoch in den melodischen Passagen – wenn etwa 'Mein Leichenwerk' oder 'Atme Asche' mit anrührenden Piano- beziehungsweise Geigenmelodien aufwarten, die erst im krassen Kontrast zum rohen Riffing und den makabren Texten richtig zur Geltung kommen. Reine 'Filler' finden sich diesmal hingegen keine: Dass nicht jeder der elf Songs musikalisch und textlich restlos zu überzeugen weiß, wird durch die Vielseitigkeit des Songmaterials locker kompensiert. So vereinen EISREGEN auf 'Leblos' tatsächlich die stärksten Elemente aus 25 Jahren Bandgeschichte, und das in bester Soundqualität.“
Frank Wilkens von powermetal.de vergab 7,5 von 10 Sternen und wies auf vorliegende Stil-Einflüsse (etwa Rammstein oder Ewigheim) hin: „Wüsste man es nicht besser, könnte man nach den ersten Takten von 'Ruhet sanft' vermuten, es läge eine neue RAMMSTEIN-Platte vor. Doch der Schein trügt, im Verlauf des Albums bekommen wir hundert Prozent EISREGEN, wie wir es gewohnt sind. Immer wieder führt man den Hörer auf das berühmte Glatteis, mal wiegt man ihn mit sanften Piano-Klängen in Sicherheit, mal driftet das Ganze spontan in Black Metal Gefilde ab. 'Mein Leichenwerk' ist eben ein solcher Titel, der von der Dramaturgie zu überzeugen weiß und daher als einer der Höhepunkte von "Leblos" gelten darf. 'Wangenrot' könnte eher in das Repertoire von EWIGHEIM passen. Was nicht wirklich verwundert, denn das ist ja bekanntlich die Zweitband von Gitarrist Yantit.“ Eisregen würden dabei, wie er abschließend festhielt, ihrem bisherigen Stil dennoch treu bleiben: „Am Ende bleibt die Erkenntnis, dass EISREGEN nach wie vor einzigartig ist und mit "Leblos" ihrem Stil absolut treu bleibt. Die Fangemeinde wird es erfreuen, zumal die Anzahl der Songs, die sich geradezu ins Fleisch brennen wollen, dezent höher ist als zuletzt.“
Pascal Staub gab auf stormbringer.at dem Album 4 von 5 Punkten. Klamauk wie bei früheren Alben gebe es diesmal kaum mehr, dafür sei Leblos „wohl aber eine stilistische Fortsetzung und Weiterentwicklung des gutklassigen Vorgängers, die, obschon die morbiden Textfetzen längst nicht mehr denselben Ekel hervorrufen können, nicht selten die glorreichen Zeiten wiedererkennen lassen, in denen beklemmend-düstere Atmosphäre und nagende Spannung oberste Priorität genossen.“ Virtuosen seien Eisregen, so seine Einschätzung, nie gewesen, aber „Meister auf ihrem Gebiet“ und die jüngste Scheibe der Thüringer hinterlasse den Eindruck, dass die Gruppe nun „allmählich zu dieser Form zurückfinden“ würde. Besonders gelobt wurde, dass das Album „schnell in eine interessante Balance, die die Aufmerksamkeit bis zum Finale wahren kann“ findet und sich frische Ideen im Songwriting niedergeschlagen haben. Titel wie „Ruhet sanft“, „1000 Jahre Nacht“ oder „Wangenrot“ seien deutlich von Yantits Zweitband, der Dark-Metal bzw. Gothic-Band Ewigheim geprägt, während sich bei „Erstschlag“, „Atme Asche“ und „Drauß' vom Häuten komm' ich her“ der Einfluss des Black Metals durch Markus Stock feststellen lasse. Hervorgehoben wurde zudem noch der Einsatz von Violine und Keyboard: „Hinzu kommt unterstützend, dass speziell die Violine und das Keyboard enorm zu dieser Grundstimmung beitragen wollen und kein belangloses Beiwerk der neuen alten Zeiten wegen sind.“ Staub konnte im Gegensatz zum Vorgänger Fegefeuer zwar keine richtigen Höhepunkte ausmachen, zeigte sich mit dem Ergebnis aber zufrieden und lobte das musikalische Niveau, es liege ein „durchgängig hochwertiges Album“ vor. Passend zum Geburtstag, so Staub, zeige die Gruppe ein „musikalisches Niveau, das lange in den Niederungen ihrer Proberäumlichkeiten verschollen galt“. Dies alles funktioniere auch ohne altbacken zu wirken und ebenso „unabhängig vom einstigen Schockeffekt der Texte“.
Im Metal Hammer gab Sebastian Kessler dem Album 5 von 7 Punkten: „Schlachtwerk Nummer 14 kommt dabei ohne große lyrische oder musikalische Experimente aus. Stattdessen servieren die Thüringer ihren Fans auf LEBLOS, was sie lieben, und variieren ihre Alleinstellungsmerkmale gewohnt geschickt.“ Dennoch gäbe es manche musikalische Abwechslung: „Stilistische Brüche wie der hittige Gothic-Rocker ‘Wangenrot’ (New-Wave-Keyboard und theatralischer Gruftgesang) sowie das intensive ‘Mutter schneidet’ (mit brachialen Gitarren und stumpfem Rhythmus durchaus in Rammstein-Nähe) sorgen für noch mehr Abwechslung im ohnehin schon bunten Treiben. Dabei bleibt LEBLOS ähnlich wie WUNDWASSER (2004) und BLUTBAHNEN (2007) in sich geschlossen und unaufdringlich.“
Christian Popp auf metal.de gab dem Werk 7 von 10 Punkten: „Auffällig ist auf jeden Fall, dass die Thüringer auf ihrem mittlerweile vierzehnten Studioalbum des Öfteren mal in balladesken bzw. ruhigeren Gefilden wandeln, so wie in 'Ruhet sanft' oder '1000 Jahre Nacht'. Das sind dann per se natürlich keine schlechten Songs, werden aber kaum den Weg auf die Bühne finden. Aber das ist bei dieser Band jetzt nicht so wichtig, die potentielle Live-Setlist ist da eh schon proppenvoll. Dennoch vermindern gerade diese Songs etwas die Hitdichte, die ist diesmal nicht ganz so hoch wie auf manch früherer Veröffentlichung.“ Er betonte auch, dass die Titel nicht gleich auf Anhieb überzeugen können: „Die Scheibe kommt etwas schwer in Schwung und benötigt ganz sicher die eine oder andere Rotation mehr als frühere Werke der Thüringer. Aber dann entpuppt sich auch „Leblos“ als eine echt unterhaltsame Angelegenheit mit dem einen oder anderen echten Highlight. Die Scheibe ist also mal wieder hundert Prozent EISREGEN pur, gehört allerdings nicht zu den absoluten Glanzleistungen der Band.“ Im Vergleich mit den bisherigen Alben meinte er, dass Leblos „sich aber nach mehreren Durchläufen dann doch im oberen Drittel der eigenen Diskografie ein[reiht], zumindest der neueren.“
Karsten Goebel bewertete auf der Seite metalinside.de das Album als durchschnittliche Ware im Metal-Bereich: „Schlecht ist die Platte nicht. Wirklich nicht. Aber leider gibt es zu viel Schatten. Zu wenig potentielle Hits oder gefälliges Songmaterial wurden hier komponiert. Das[s] EISREGEN es ja eigentlich können, das wird ja bewiesen, aber für ein Full-Length-Album ist das einfach zu wenig. Auch mit dieser CD werde ich kein Fan der Band werden, obwohl das eine oder andere Lied bestimmt noch öfter gespielt wird. Trotzdem wird hier im Ganzen durchschnittliche Metalkunst angeboten, die aber ihre Käufer und Bewunderer finden wird.“
Andreas Schiffmann kritisierte im Rock Hard das Album, dem er 4 von 10 Punkten gab: Es „verschränkt abermals Rammsteins frühes Pathos mit gut produziertem (Empyrium-Markus, der als Bassist und Gitarrist nun fest zur Aufnahmebesetzung gehört, sei Dank) Allerwelts-Death/Black-Metal sowie bombastischem Gothic-Kitsch aus den 1990ern. Dort ist auch Frontmann Roth mit seinen klischierten Texten hängengeblieben, und wem es als Hörer genauso geht, der hat erneut seine dunkle Freude an der Musik der Band. Ansonsten darf man „Leblos“ als Aufmucken leidlich begabter Mucker abtun, die ohne die Geschmacksverirrung zu vieler Leute – Stichwort: Chartplatzierung – längst den Rand halten würden.“

### Bonus-CD
Erhielt das Album im Durchschnitt gute Bewertungen, fand die beiliegende Bonus CD der Räudigen Rennsteigrebellen hingegen weniger positive Kritik.
„Über die Sauflieder-Bonus-EP, die der 14. Platte der Thüringer beiliegt, hüllen wir von vornherein den Mantel des Schweigens“, urteilte Andreas Schiffmann im Rock Hard. Auch die Rezension auf stombringer.at verzichtete auf eine nähere Besprechung der „äußerst furchtbaren Bonus-Party-EP“. Auf powermetal.de wurde sie ebenfalls nicht besprochen: „Ob die EP "Die räudigen Rennsteigrebellen" Sinn macht oder nicht, darf jeder gern selbst entscheiden. Ich halte diese mit Trinkliedern gespickte Beilage einfach mal aus der Wertung heraus“, schrieb Frank Wilkens.
Franz Mauerer konnte auf laut.de der zweiten Scheibe, die er als zu gekünstelt einstufte, wenig abgewinnen: „Die Bonus-EP 'Die Räudigen Rennsteigrebellen' mit Pseudo-Sauf-Liedern ist allerdings indiskutabel. Unentspannt und gekünstelt beneide sogar ich als Bayer jeden Alkoholiker, der dazu genussvoll trinken kann. Schade, dass 'Leblos' physisch nicht ohne diesen musikalischen Appendix zu haben ist.“
Karsten Goebel von metalinside.de betrachtete die CD als gänzlich überflüssig: „Als DIE RÄUDIGEN RENNSTEIG REBELLEN versuchen sich EISREGEN an vier Saufliedern. Was der Unsinn soll, das müsst ihr die Band schon selber fragen. ONKEL TOM auf EISREGEN getrimmt braucht kein Mensch, und auch meine Tastatur hat keine Lust mehr, über dieses musikalische Verbrechen zu schreiben. EISREGEN goes Ballermann? Ohne mich!“
Moritz Grütz von metal1info.de empfand nicht nur die Lieder selbst platt, sondern betrachtete auch Michael Roths Gesang als schwach: „Zu fast schon schlagerhaften Klängen huldigen DIE RÄUDIGEN RENNSTEIGREBELLEN Alkohol und Suff. M. Roths Klargesang bleibt dabei so schwach wie das Textwerk selbst, das in seiner platten Stumpfsinnigkeit Onkel Tom und Tankard gleichermaßen vor Neid ernüchtern lassen dürfte.“ Lediglich dem letzten der vier Titel wäre noch etwas abzugewinnen: „Das Prädikat hörenswert verdient hier allenfalls der auch nicht unbedingt geistreich, aber immerhin konsequent umgedichtete „Leichenlager“-Klassiker „Zeit zu spielen“ (jetzt: „Zeit zu saufen“).“
Christian Popp auf metal.de bezeichnete die Lieder ebenfalls als platt, sah darin aber Potential, dass diese Lieder ins Live-Programm von Eisregen aufgenommen werden: „Aber was EISREGEN dann auf der Bonus CD 'Die Räudigen Rennsteigrebellen' verbrechen, das spottet nun wirklich jeder Beschreibung. Jeder der vier Songs ist so unglaublich platt, das gibt es doch gar nicht. Vor allem 'Deutsches Bierlied', 'Grünes Herz' und 'Wenn es draußen dunkel wird' liegen irgendwo in der Schnittmenge zwischen 'Anton aus Tirol' und 'Rennsteigleid' [sic!] und könnten problemlos auf jeder Dorfkirmes auch mit vier Promille lauthals intoniert werden. (Jaja, wir Thüringer verstehen es schon zu feiern…) Aber sind diese grenzwertigen Trinklieder deswegen schlecht? Nö, eigentlich nicht, denn genau das werden ganz sicher live die Songs sein, die ein müdes Publikum nochmals voll mobilisieren können.“
Im Metal Hammer wertete Sebastian Kessler die Bonus-CD hingegen allerdings positiv: „Gefeiert werden darf auf der Bonus-CD DIE RÄUDIGEN RENNSTEIGREBELLEN mit vier absurden Sauf-Songs – denn angestoßen wird lieber mit Bier statt Blut.“

## Sonstiges
- Zum Album erschienen auch zwei T-Shirts, eines mit dem Album-Cover und eines zum Lied Leblos selbst.
- Im Begleitheft des Albums wurden – anders als bei vorherigen Alben – als Name des nächsten Werkes nun zwei mögliche Titel genannt, nämlich Bitterböse und Scharfschütze.[10] Unter ersterem Titel erschien dann 2021 ein Split-Album mit Goat Funeral. Dort im Begleitheft wurde als nächstes Werk Grenzgänger angekündigt[11], das dann im Januar 2023 erschien.